# Vriesea hoehneana
Vriesea hoehneana là một loài thuộc chi Vriesea. Đây là loài đặc hữu của Brasil.